# Tẩu thoát nhanh
Tẩu thoát nhanh (tựa gốc: Getaway) là một phim hành động giật gân của Mỹ năm 2013 có sự tham gia của Ethan Hawke, Selena Gomez và Jon Voight. Do Courtney Solomon đạo diễn và bộ đôi Gregg Maxwell Parker-Sean Finegan viết kịch bản, phim do hãng Warner Bros. phân phối và là phim cuối cùng của Dark Castle Entertainment được Warner Bros. phát hành. Mặc dù là bản remake lại của phim The Getaway, nhưng nội dung phim hoàn toàn là một kịch bản gốc.

## Nội dung
Một tay đua xe chuyên nghiệp tên Brent Magna nay đã giải nghệ về nhà thấy vợ mình, Leanne Magna, đã mất tích. Anh nhận được cuộc gọi từ một ông trùm tội phạm bí ẩn, tiết lộ rằng ông ta đã bắt cóc vợ anh. Ông trùm buộc Brent phải làm theo sự hướng dẫn của ông nếu Brent muốn gặp lại vợ. Ông trùm ra lệnh cho Brent ăn cắp chiếc xe Shelby Mustang từ một bãi đậu xe. Ông trùm cảnh báo rằng nếu Brent không làm theo hướng dẫn hoặc bị cảnh sát bắt, Leanne sẽ chết.
Là một tài xế điêu luyện, Brent dễ dàng vượt qua xe cảnh sát, anh còn có thể lừa những chiếc xe tông vào nhau. Ông trùm buộc Brent phải băng qua công viên, sân trượt băng và trung tâm mua sắm khiến người dân hoảng sợ. Brent đậu xe ở một công trường xây dựng và chờ đợi hướng dẫn tiếp theo. Bất ngờ một cô gái trẻ có súng muốn cướp xe của Brent, nhưng Brent kéo cô gái vào xe và chở cô ta đi cùng theo lệnh của ông trùm. Ông trùm đã sắp đặt cho Brent và cô gái trẻ này gặp nhau để cô gái có thể hỗ trợ Brent. Cô gái tiết lộ rằng chiếc xe Mustang là của cô ta, nó đã bị ăn cắp từ nhiều ngày trước.
Cô gái trẻ cho biết mình là một chuyên gia máy tính và cũng là con gái của tổng giám đốc ngân hàng lớn. Nhiệm vụ tiếp theo là đến trạm phát điện, cô gái cố gắng xâm nhập máy tính trong phòng điều khiển để gọi cảnh sát. Tuy nhiên giọng nói lại là của ông trùm, ông ta đã đặt bẫy, đổ tội cho cô gái là người phá hoại trạm phát điện. Trạm phát điện đột ngột bị quá tải và phát nổ khiến một phần thành phố bị mất điện. Brent và cô gái đã chạy thoát kịp thời.
Ông trùm có nhiệm vụ cuối cùng cho Brent, đó là cướp ngân hàng của bố của cô gái trẻ. Cô gái nói rằng không có tiền trong ngân hàng đó, chỉ toàn là hình thức giao dịch qua dàn máy tính. Cả hai nhận ra ông trùm muốn lợi dụng họ đánh lạc hướng cảnh sát, trong khi ông ta cho bọn thuộc hạ đi cướp thật sự.
Bọn thuộc hạ của ông trùm tấn công một xe bọc thép để cướp ổ USB flash trên xe, Brent và cô gái trẻ xuất hiện rồi giật ổ USB từ tay bọn thuộc hạ. Bây giờ phải trốn chạy khỏi cảnh sát và thuộc hạ của ông trùm, Brent gọi cho ông trùm, đề nghị giao nộp ổ USB để đổi lấy vợ anh. Ông trùm đồng ý và bảo anh đến một xưởng cất máy bay. Cô gái trẻ suy luận rằng có thể ông trùm sẽ giết tất cả họ sau khi có được ổ USB. Cuộc giao dịch đã xong, lực lượng cảnh sát ập đến, người đàn ông mà Brent tin rằng chính là ông trùm đã bắt cô gái trẻ lên xe và tẩu thoát. Brent để Leanne ở lại với cảnh sát, còn anh đuổi theo bọn tội phạm.
Sau cuộc rượt đuổi tốc độ cao, những chiếc xe bị hư hại, Brent cứu được cô gái trẻ, cảnh sát bắt giữ người đàn ông bí ẩn kia. Brent và Leanne được đoàn tụ. Tuy nhiên Brent nhận được cuộc gọi từ ông trùm, tiết lộ rằng người đàn ông kia chỉ là người đóng thế. Ông trùm cám ơn Brent vì đã giúp đỡ ông ta và cúp máy. Cảnh phim cuối cùng cho thấy ông trùm đang ngồi trong một quán bar, máy tính xách tay của ông ta thông báo khoảng 3 triệu USD đã được chuyển vào tài khoản của ông ta, sau đó ông ta bỏ đi.